# Синий Жук (фильм)
«Си́ний Жук» (англ. Blue Beetle) — американский супергеройский фильм, основанный на комиксах издательства DC Comics о Хайме Рейесе / Синем Жуке, созданный DC Studios и The Safran Company и снятый режиссёром Анхелем Мануэлем Сото по сценарию Гарета Даннета-Алкосера. Четырнадцатый по счёту и препоследний фильм медиафраншизы «Расширенная вселенная DC» (DCEU). Роль Хайме Рейеса / Синего Жука исполнил Шоло Маридуэнья; также в фильме снимались Адриана Барраса, Дамиан Алькасар, Рауль Макс Трухильо, Бруна Маркезини, Сьюзан Сарандон и Джордж Лопес.
Разработка фильма о Рейесе началась в конце ноября 2018 года, когда к проекту присоединился Даррет-Алкосер. В феврале 2021 года Сото был нанят, чтобы поставить фильм для стримингового сервиса HBO Max. В августе Маридуэнья получил главную роль, а в декабре фильм получил кинотеатральный прокат. Остальные актёры были наняты в начале 2022 года, а съёмки прошли с конца мая по середину июля в метрополитенском ареале Атланты на Wilder Studios в Декейтере (Джорджия), а также в Эль-Пасо и Пуэрто-Рико.
Премьера фильма «Синий Жук» состоялась 15 августа 2023 года в Эль-Пасо (штат Техас). 18 августа 2023 года он был выпущен в прокат в США компанией Warner Bros. Pictures.
Фильм получил в целом положительные отзывы критиков, и в мировом прокате собрал более 130,7 млн долларов.

## Сюжет
В отдалённой замёрзшей части Антарктиды сотрудникам компании «Kord Industries» во главе с её соучредителем и генеральным директором Викторией Корд удаётся обнаружить древний инопланетный артефакт, известный как «Скарабей».
Тем временем Хайме Рейес возвращается в родной город Палмера-Сити после окончания Готэмского юридического университета и узнаёт, что его семью выселяют из дома из-за финансовых трудностей. Сестре Хайме Милагро удаётся устроить его на работу в особняк Виктории. Однако их обоих увольняют после того, как Хайме вмешивается, чтобы остановить ссору между Викторией и её племянницей Дженни. Дженни просит Хайме встретиться с ней в башне Корд на следующий день, чтобы обсудить «возможность трудоустройства».
На следующий день Дженни обнаруживает, что Виктория использует Скарабея для своих проектов «Армия одного человека» (англ. One Man Army Corps / OMAC). Она крадёт Скарабея и, избежав охраны, отдаёт его Хайме. Дома семья Хайме убеждает его открыть коробку со Скарабеем. Когда Хайме прикасается к нему, скарабей активируется и сливается с ним, создавая бронированный костюм.
Позже Хайме отправляется за ответами к Дженни, спасая её от охраны Виктории. Она рассказывает Хайме, что скарабей — это разумное оружие, и что он сам выбрал Хайме своим носителем. С помощью дяди Хайме, Руди, Хайме и Дженни проникают в башню организации, чтобы забрать смарт-часы, принадлежавшие когда-то отцу Дженни, Теду Корду, но подвергаются нападению телохранителя Виктории Игнасио Карапакса, в тело которого вживлён прототип OMAC. Скарабей, которого, как выяснилось, зовут Хаджи-Да, временно занимает тело Хайме и сражается с Карапаксом. Руди и Дженни помогают обезвредить Карапакса, а затем вместе с Хайме бегут в дом детства Дженни.
Дженни использует часы Теда, чтобы активировать его секретную лабораторию, и рассказывает Хайме, что Тед изначально был мстителем по прозвищу «Синий Жук», который всю свою жизнь изучал Хаджи-Да, а затем таинственно исчез, оставив свою компанию в руках Виктории. Когда они замечают вертолёт Виктории, летящий к дому Хайме, Хайме вызывает Хаджи-Да и возвращается, чтобы защитить свою семью. Во время побега у отца Хайме Альберто Рейеса останавливается сердце, и он умирает, отвлекая внимание Хайме и позволяя Карапаксу схватить его. Хайме доставляют на остров-крепость на Кубе, где его пристёгивают к машине, передающей информацию от Хаджи-Да к OMAC. Находясь в бессознательном состоянии, Хайме видит видение своего отца, который призывает его принять свою судьбу в качестве нового Синего Жука. Хайме просыпается и сбегает, когда костюм Карапакса активируется и превращается в более мощную форму.
Дженни и семья Рейес используют корабль Теда и его арсенал оружия для штурма острова. Хайме воссоединяется со своей семьёй, затем встречает Карапакса и сражается с ним. Хайме едва не убивает Карапакса, пока Хаджи-Да не открывает ему воспоминания о порабощении Карапакса Викторией для экспериментов OMAC, включая смерть матери Карапакса от рук Виктории, и Хайме решает пощадить его. Карапакс восстаёт против Виктории и взрывает свой костюм OMAC, уничтожая остров и себя самого, а также забирая с собой террориста в качестве мести за свою мать. Когда семья Рейес спасается с острова, они оплакивают отца Хайме — Альберто.
После этого Дженни становится новым генеральным директором компании «Kord Industries» и обещает возместить ущерб, нанесённый семье Рейес, восстанавливая их дом. Когда соседи собираются вокруг останков дома семьи Рейес и оказывают им поддержку, Хайме целуется с Дженни, а затем предлагает ей перелететь в поместье Корда.
В сцене после титров, в лаборатории Теда транслируется искажённая запись, на которой он пытается сообщить Дженни, что жив.

## Актёрский состав
- Шоло Маридуэнья — Хайме Рейес / Синий Жук:
Выпускник колледжа и подросток, который обретает суперспособности, когда инопланетный Скарабей Синего Жука приживляется к нему, образуя мощный экзоскелет вокруг тела Рейеса[9][10].
- Бруна Маркезини — Дженни Корд: Племянница Виктории Корд и дочь Теда Корда, которая также является любовным интересом Хайме[11][12][13].
  - Изабелла Апарисио исполнила роль маленькой Дженни.
- Адриана Барраса — Нана: Бабушка Хайме[12][14].
- Дамиан Алькасар[англ.] — Альберто Рейес[англ.]: Отец Хайме[12][14].
- Рауль Трухильо — Игнасио Карапакс[англ.] / OMAC[англ.]: Телохранитель Виктории Корд[13][15].
  - Айден Ривера исполняет роль мальчика Карапакса.
  - Сол Гонсалес исполняет роль подростка Карапакса.
- Сьюзан Сарандон — Виктория Корд:
Владелец бизнеса и сестра Теда Корда[англ.], одержимая желанием заполучить Скарабея[16][17]. Сарандон заявила, что Виктория олицетворяет тему «империализма во имя демократии» и что ею движет потребность быть амбициозной и проявить себя после того, как её брат таинственным образом исчезает и оставляет свою компанию[13].
- Джордж Лопес — Руди Рейес: Дядя Хайме[14].

Среди других членов семьи Рейес: Эльпидия Каррильо в роли Росио Рейес, матери Хайме; Белисса Эскобедо в роли Милагро Рейес, младшей сестры Хайме. Харви Гильен исполнил роль доктора Санчеса, учёного, работающего на Викторию Корд, а Бекки Джи озвучивает Хаджи-Да, сущность, которая наполняет Скарабея энергией и контролирует его.

## Производство

### Разработка
В конце ноября 2018 года Warner Bros. Pictures и DC Films начали разрабатывать фильм о Хайме Рейесе / Синем Жуке. Сценарий к картине написал уроженец Мексики, Гарет Даннет-Алкосер. Зев Форман был исполнительным продюсером проекта Warner Bros., который должен был стать первым фильмом DCEU с участием латиноамериканца в главной роли. К декабрю 2020 года DC Films планировала выпускать несколько среднебюджетных фильмов в год исключительно на стриминговом сервисе HBO Max, а не в кинотеатрах, в рамках плана президента DC Films Уолтера Хамады по созданию DCEU, и одним из таких проектов в 2021 году обозначился «Синий Жук». Пуэрториканец Анхель Мануэль Сото стал режиссёром картины в феврале 2021 года. Во время звонка, полученного от Warner Bros., Сото предложил различные идеи, включая фильм об истории происхождения Бэйна, но Warner Bros. объявило, что он станет режиссёром фильма о Хайве Рейесе / Синем Жуке Рейеса. В апреле «Синий Жук» попал в список фильмов DC, которые должны были выйти в 2022 или 2023 году. В августе того же года, Джон Рикард, президент компании The Safran Company, стал продюсером картины для HBO Max, когда ожидалось, что съёмки фильма начнутся в начале 2022 года. В декабре 2021 года Warner Bros. сообщила, что фильм выйдет в кинотеатральный прокат в августе 2023 года вместо релиза на HBO Max; Хотя изначально фильм планировался к выпуску в качестве эксклюзива для HBO Max, студия решила выпустить его в кинотеатрах после того, как им понравилось творческое видение Сото. В середине апреля 2022 года Сото и оператор Павел Погоржельский посетили Эль-Пасо (штат Техас), чтобы ощутить атмосферу города. Питер Сафран был назначен продюсером фильма в октябре того же года, и работал над фильмом до тех пор, пока в следующем месяце не стал сопредседателем и со-генеральным директором DC Studios вместе с Джейсом Ганном; Рикард и Форман также были заявлены в качестве продюсеров фильма.

### Сценарий
В октябре 2021 года Сото заявил, что сценарий Даннета-Алкосера будет содержать «в основе латиноамериканскую семью», в то время как актёр Шоло Маридуэнья в августе 2022 года заявил, что семейный аспект фильма и персонажей «присущ комиксам» и, по его мнению, не был так сильно исследован в других фильмах о супергероях. Сото не хотел, чтобы фильм был «очередной историей, в которой за 15 минут что-то происходит, а через 50 минут он уже доминирует в происходящем, а к концу спасает мир», и вместо этого хотел исследовать его взросление, говоря, что «Он [Рейес] ещё не собирается спасать мир; он ещё не заслуживал этого». Сото и Даннет-Алкосер решили сделать так, используя приземлённый подход к его персонажу, исследуя его отношения с семьёй и Хаджи-Да, симботическим пришельцем, который наделяет Рейеса суперсилой. Сото также черпал вдохновение в комиксах The New 52 и франшизах «Миссия невыполнима» и «Индиана Джонс». В фильме также показана семья Рейеса, ставшая свидетелями его первого превращения в Синего жука. Намерение было двояким, поскольку Сото удивительным образом почувствовал, что латиноамериканские семьи «очень шумные», и в то же время показал, что «семья — это в какой-то степени наша суперсила». Он также описал трансформацию Рейеса как «[Дэвида] Кроненберга для детей» и хотел, чтобы фильм был «весёлым». Он также сосредоточился на произношении имён в фильме и включил сцену, в которой Виктория Корд назвала работника Санчесом, несмотря на то, что это было не его имя. Решение включить эту сцену состояло в том, чтобы показать, что «латиноамериканцы — это не монолит», и Сото далее добавил, что зрители почувствуют «теплоту» семьи Рейес и познакомятся с ними после первого акта. Коллега по фильму Сьюзан Сарандон сообщила, что в следующем месяце в фильме будет добавлено несколько сцен, озвученных на испанском языке, с субтитрами. Сото подтвердил это, сказав, что в фильме будет использоваться «Спанглиш», заявив, что испанский будет использоваться для сцен, в которых участвуют старшие, а также когда персонажи «говорят от чистого сердца». Окончательные авторские права были предоставлены Даннету-Алкосеру, а дополнительная литературная заслуга за кадром была отдана Гари Доберману. Сото также заявил, что в фильме будут рассмотрены отношения Виктории Корд с её братом Тедом Кордом. Он также заявил, что присутствие дочери Теда, его гаджетов и «идея» Теда и Дэна Гаррета / Синего Жука также повлияют на сюжет фильма, хотя он будет контекстуализирован с точки зрения Рейеса.
Действие фильма разворачивается в вымышленном городе Палмера-Сити, который был оригинальным местом создания фильма, а не в Эль-Пасо (штат Техас), как показано в комиксах. Сото сказал, что это было сделано для того, чтобы создать мир, характерный для Хайме Рейеса, на том же уровне, что и Метрополис для Супермена и Готэм-Сити для Бэтмена, и помочь позиционировать персонажа как «потенциального лидера» в новой медиафраншизе «Вселенная DC», заявив при этом, что Джеймс Ганн и Питер Сафран чувствовали, что фильм мог бы быть включённым в любое место временной шкалы DCU. Сото объяснил, что творческая команда создавала город как «метрополию латиноамериканцев» и что город был разделён на две части: район Рейеса и богатый финансовый район. Он также определил воспитание Рейеса как более «скромное», поскольку его семья происходила из рабочего класса, испытывала трудности, а также была частью «маргинализированных сообществ, находящихся под угрозой джентрификации». Вдохновением для фильма послужили видеоигра Injustice 2 (2017) и сюжетная линия комикса «Бесконечный Кризис» (2005—2006), в которой дебютировал Хайме Рейес, а также комиксы The New 52, из которого был вдохновлён дизайн костюма, в то время как мини-сериал комиксов Blue Beetle: Graduation Day (2022—2023) включает элементы, показанные в фильме.

### Подбор актёров
Шоло Маридуэнья был главным выбором Сото на роль Рейеса, и Сото объяснил, что он «не мог перестать видеть [Маридуэнья] в качестве персонажа» с тех пор, как его наняли режиссёром фильма, наслаждаясь его игрой в телесериале «Кобра Кай» (2018 — н. в.). Он также отметил, что его опыт владения боевыми искусствами во время съёмок телесериала «Кобра Кай» помог ему в роли Синего Жука. Сото и Warner Bros. предложили роль Маридуэнье 1 августа 2021 года на следующий день было официально объявлено, что он ведёт переговоры о роли в фильме, и его кандидатура была официально подтверждена позже в день премьеры фильма DCEU «Отряд самоубийц: Миссия навылет» (2021). Узнав о роли, Маридуэнья был больше всего взволнован тем, что Рейес — латиноамериканский персонаж, и он мог бы привнести латиноамериканское представление в супергеройский проект.
В начале марта 2022 года, Бруна Маркезини получила роль возлюбленной Рейеса, Пенни Корд, Белисса Эскобедо исполнила роль младшей сестры Хайме Милагро Рейес, а Харви Гильен доктора Санчеса. Позже в том же месяце были объявлены остальные члены семьи Рейеса: Джордж Лопес исполнил роль дяди Руди, Адриана Барраса роль Наны, Эльпидия Каррильо роль Росио, и Дамиан Алькасар роль Альберто. Сото сказал, что хотел создать настоящую мексиканскую семью с настоящими акцентами и опытом, а также хотел, чтобы старших членов семьи изображали «любимые» мексиканские актёры из латиноамериканского кинематографа, которые также перешли в кинематограф США и проложили путь представителям молодого поколения, таким как Маридуэнья и Эскобедо. К концу того же месяца, Шэрон Стоун вела переговоры о роли злодейки Виктории Корд, которая, являлась женой Теда Корда, второго Синего Жука в комиксах Рауль Трухильо также присоединился к актёрскому составу в роли Карапакса, несокрушимого человека. В середине апреля 2022 года, Сьюзан Сарандон была выбрана на роль Виктории Корд после завершения переговоров с Шэрон Стоун. В июне 2023 года, певица Бекки Джи объявила об озвучивании Хаджи-Да в фильме.

### Дизайн
Костюм Синего Жука был разработан Мэйс К. Рубео и командой коллектива «Nine B». Команда дизайнеров вдохновлялась его появлением в комиксе «Бесконечный Кризис» #3, в видеоигре Injustice, а также мультсериалах «Юная Лига Справедливости» (2010—2022) и «Бэтмен: Отважный и смелый» (2008—2011). У них возникли трудности с созданием маски, которая подходила бы Маридуэнье, но при этом позволяла ему быть эмоциональным, особенно в области рта. Таким образом, команда решила объединить дизайн органической инопланетной технологии и инсектоидных особенностей в его костюме. Визуальное вдохновение для Пальмиры пришло от аниме «Акира» (1988), «Лабиринт сновидений» (1987), а также Miami. Сото решил вставить Power Glove Nintendo для Синего Жука после включения щита в сценарий.

### Съёмки
Основные съёмки начались 25 мая 2022 года в столичном районе Атланты, главным образом в студии Wilder Studios в Декейтере (штат Джорджия) под рабочим названием Mofongo. Павел Погоржельский выступил оператором-постановщиком. Съёмки третьего акта проходили в 500-летней крепости, расположенной в Пуэрто-Рико. Съёмки также проходили в Эль-Пасо. Сарандон завершила съёмки своих сцен к концу июня, в то время как Trujillo заявил в начале июля, что съёмки почти завершены. съёмки фильма официально завершились 18 июля в Пуэрто-Рико. В феврале 2023 года состоялись два дня дополнительных съёмок.
Съёмки фильма велись в основном на натуре и с большим использованием практических эффектов, например с применением натурального костюма Синего жука. Сото считал, что использование реальных локаций позволило лучше интегрировать практические эффекты в фильм. Он пояснил, что хотел, чтобы фильм не слишком полагался на визуальные эффекты, которые он описал как «инструмент, а не зависимость», чтобы избежать переутомления художников по визуальным эффектам.

### Визуальные эффекты
Крейг Альперт выступил редактором фильма, в то время как Kelvin McIlwain, ранее работавший над фильмами DCEU «Аквамен» (2018) и «Отряд самоубийц: Миссия навылет» (2021) выступил супервайзером по визуальным эффектам. Среди разработчиков визуальных эффектов выступили компании Digital Domain, Rise FX, Rodeo FX и Industrial Light & Magic.

### Музыка
После выхода трейлера в апреле 2023 года было подтверждено, что Бобби Крлик сочинит саундтрек к фильму. Альбом саундтреков с его партитурой был выпущен лейблом WaterTower Music 18 августа 2023 года. Песня из саундтрека, «Blue Beetle Suite», была выпущена в качестве сингла 11 августа 2023 года.

## Маркетинг
Сото, Даннет-Алкосер и Маридуэнья представили фильм на DC FanDome в октябре 2021 года. Они обсудили подготовку к съёмкам и показали концепт-арт фильма. Первый трейлер картины вышел 3 апреля 2023 года. В нём рассказывалось, что действие фильма будет происходить в Палмера-Сити, новом месте, созданном для фильма. В трейлере также впервые были показаны костюмы Дэна Гарретта и Теда Корда, предыдущих «Синих Жуков» до Хайме. Эш Пэрриш из The Verge посчитал, что трейлер выглядит «забавно», и заявил: «Я не стал сразу же закатывать глаза от очередного супергеройского фильма, так что это может быть хорошим признаком того, что у DC есть что-то достойное». Деван Когган из Entertainment Weekly счёл забавным сравнение Лопесом Хайме с Бэтменом, отметив при этом, что в трейлере персонаж Хайме был представлен как «бесцельный выпускник колледжа, который близок со своей семьёй, но слегка неуправляем». Второй трейлер был опубликован 11 июля на сайте Entertainment Tonight. Энди Бехбахт из Screen Rant, написал, что трейлер содержит больше экшн-сцен, чем первый, и сосредоточен на отношениях Хайме со Скарабеем. Джеймс Уайт из журнала Empire отметил, что тон трейлера «смешивает» тональность других фильмов, таких как «Железный человек» (2008), «Человек-паук» (2002) и «Дети шпионов» (2001), и заметил, что трейлер «обещает экшн, а не раздражение». Гриф Гриффин из Men's Journal заметил, что CGI в трейлере был намного лучше, и описывает костюм как «инсектоидную версию нанотехнологий Железного человека из фильма „Мстители: Война бесконечности“». Однако Кэт Бейли из IGN заявила, что, хотя трейлер предлагает «более понятный взгляд на способности Рейеса», и фанаты восприняли его положительно, они также беспокоятся об успехе фильма из-за критического и коммерческого провала предыдущих фильмов DC в 2023 году.
Компания Toyota в партнёрстве с Warner Bros. провела перекрёстную рекламу фильма и пикапа Toyota Tacoma.

## Премьера
«Синий Жук» вышел в кинотеатральный прокат в США 18 августа 2023 года. Премьера в Эль-Пасо состоялась 15 августа. Первоначально фильм был предназначен для стримингового сервиса HBO Max. Из-за продолжающейся забастовки SAG-AFTRA, актёрский состав фильма не присутствовал на премьере в TCL Chinese Theatre 15 августа, после чего режиссёр Анхель Мануэль Сото назвал актёров «героями».

### Выпуск на домашних носителях
«Синий Жук» будет выпущен на домашние носители 26 сентября 2023 года, а на 31 октября 2023 года запланирована премьера фильма на Ultra HD Blu-ray, Blu-ray и DVD, проводимая компанией Warner Bros. Home Entertainment.

## Реакция

### Кассовые сборы
По состоянию на 26 октября 2023 года, в США и Канаде фильм собрал 72,4 млн долларов и 58,3 млн долларов на других территориях, общие мировые сборы составили более 130,7 млн долларов.
В США и Канаде, кинокомикс вышел одновременно с фильмом «Отвязные дворняги» и по прогнозам, в премьерный уик-энд в США и Канаде «Синий Жук» должен был собрать $ 25—32 млн в 3850 кинотеатрах. За первый день фильм заработал 10 млн долларов, в том числе 3,3 млн долларов на предварительных вечерних просмотрах 17 августа 2023 года. Фильм дебютировал с прибылью 25,4 млн долларов и возглавил кассовые сборы; 39 % зрителей первого уик-энда составили латиноамериканцы, при этом 66 % — мужчины. Премьерный уик-энд фильма был описан журналом Variety как «один из самых мягких стартов в истории франшизы „Расширенная вселенная DC“». Генеральный директор Warner Bros. Дэвид Заслав причиной низких кассовых сборов назвал влияние тропического шторма «Хилари», отчасти связанного с большим количеством пострадавшего испаноязычного населения в регионе Южной Калифорнии.
Во второй уик-энд фильм заработал 12,2 млн долларов (убыток на 51 %), заняв третье место после фильмов «Барби» и «Гран Туризмо». Национальный день кино способствовал росту воскресных показателей кассовых сборов фильма во второй уик-энд. В третий уик-энд он заработал 7,1 млн долларов (за 4 дня в честь Дня труда всего 9,2 млн долларов), оставшись на третьем месте.

### Рецензии
На агрегаторе рецензий Rotten Tomatoes рейтинг картины составляет 78 % на основе 264 отзывов, средняя оценка — 6,4/10. Общий консенсус сайта гласит: «Фильм „Синий Жук“, с Шоло Маридуэнья в главной роли, — это освежающий семейный фильм о супергерое, в котором много юмора и искренности». На Metacritic фильм получил средневзвешенный балл 61 из 100 от 50 критиков, что означает «в целом положительные отзывы». Зрители, опрошенные CinemaScore дали фильму среднюю оценку «B+» по шкале от «A+» до «F», по данным PostTrak, зрители дали фильму 82 % положительных оценок, 65 % которых заявили, что непременно рекомендуют его к просмотру.

## Будущее

### Продолжение в DCU
В январе 2023 года Джеймс Ганн заявил, что фильм не является частью вселенной DCEU и может быть присоединён к новой медиафраншизе «Вселенная DC» (DCU). К апрелю того же года «Синий Жук» являлся частью планов Джеймса Ганна и Питера Сафрана относительно DCU. В июне Ганн заявил, что «Синий Жук» станет первым персонажем DCU, однако отметив, что первым фильмом DCU будет «Супермен» (2025). Позже в том же месяце, Сото заявил, что «Синий Жук» всегда был частью DCU и будущих планов франшизы, и не был связан со всеми предыдущими фильмами DCEU, объяснив, что фильм «живёт в мире, где существуют супергерои. Но это не значит, что определённое событие, или определённый союз, или определённые вещи из прошлого диктуют, куда пойдёт наш фильм». Он также выразил заинтересованность в создании трилогии о Синем Жуке.
В сентябре 2023 года Ганн подтвердил, что Маридуэнья продолжит играть роль Хайме Рейеса / Синего Жука в DCU, хотя сам фильм и другие фильмы и телесериалы DC, вышедшие до телесериала «Монстры-коммандос» (2024), не будут являться каноничными для DCU.

### Мультсериал
В июне 2024 года было объявлено, что DC Studios и Warner Bros. Animation запустили в производство мультсериал про Синего Жука, основанный на фильме. Однако проект расскажет свою историю. В случае успеха мультсериала Маридуэнья может вернуться к своей роли в кино. Над анимационной версией с начала 2024 года работает Мигель Пуга, который выступит шоураннером и режиссёром. Кристиан Мартинес был назначен сценаристом, а Сото, Даннет-Алкосер и Рикард стали исполнительными продюсерами. Исполнительный продюсер фильма Гален Вайсман курирует сериал для DC Studios. Некоторые актёры могут вернуться к своим ролям в мультсериале.

## Комментарии
1. ↑  День, в котором кинотеатры предлагают зрителям билеты со скидкой.